# العلاقات الإندونيسية الكورية الشمالية
العلاقات الإندونيسية الكورية الشمالية هي العلاقات الثنائية التي تجمع بين إندونيسيا وكوريا الشمالية.

## مقارنة بين البلدين
هذه مقارنة عامة ومرجعية للدولتين:
| وجه المقارنة                                              | إندونيسيا         | كوريا الشمالية                        |
| --------------------------------------------------------- | ----------------- | ------------------------------------- |
| المساحة (كم2)                                             | 1.90 مليون        | 120.54 ألف                            |
| عدد السكان (نسمة)                                         | 263.99 مليون      | 25.49 مليون                           |
| الكثافة السكانية (ن./كم²)                                 | 138.94            | 211.47                                |
| العاصمة                                                   | جاكرتا            | بيونغيانغ                             |
| اللغة الرسمية                                             | اللغة الإندونيسية | لغة كوريا الشمالية القياسية ‏          |
| العملة                                                    | روبية إندونيسية   | وون كوري شمالي                        |
| الناتج المحلي الإجمالي (بليون دولار)                      | 1.02 تريليون      |                                       |
| الناتج المحلي الإجمالي (تعادل القوة الشرائية) بليون دولار | 2.85 تريليون      |                                       |
| الناتج المحلي الإجمالي الاسمي للفرد دولار أمريكي          | 3.35 ألف          |                                       |
| الناتج المحلي الإجمالي للفرد دولار أمريكي                 | 10.52 ألف         |                                       |
| مؤشر التنمية البشرية                                      | 0.684             |                                       |
| رمز المكالمات الدولي                                      | +62               | +850                                  |
| رمز الإنترنت                                              | .id               | .kp                                   |
| المنطقة الزمنية                                           |                   | ت ع م+08:30، ت ع م+08:30، ت ع م+09:00 |

## مدن متوأمة
في ما يلي قائمة باتفاقيات التوأمة بين مدن إندونيسية وكورية شمالية:
- ترتبط جاكرتا مع بيونغيانغ باتفاقية توأمة منذ 23 أكتوبر 1989.

## منظمات دولية مشتركة
يشترك البلدان في عضوية مجموعة من المنظمات الدولية، منها:
| علم المنظمة | اسم المنظمة                   | تاريخ انضمام إندونيسيا | تاريخ انضمام كوريا الشمالية |
| ----------- | ----------------------------- | ---------------------- | --------------------------- |
|             | يونسكو                        | 27 مايو 1950           | 18 أكتوبر 1974              |
|             | الاتحاد البريدي العالمي       | ?                      | ?                           |
|             | الاتحاد الدولي للاتصالات      | 1949                   | ?                           |
|             | الأمم المتحدة                 | 28 سبتمبر 1950         | 17 سبتمبر 1991              |
|             | المنظمة الهيدروغرافية الدولية | ?                      | ?                           |
|             | منتدى آسيان الإقليمي ‏         | ?                      | ?                           |

## وصلات خارجية
- موقع وزارة الخارجية الإندونيسية
- موقع وزارة الخارجية الكورية الشمالية